# Pselaphochernes balcanicus
Pselaphochernes balcanicus är en spindeldjursart som beskrevs av Beier 1932. Pselaphochernes balcanicus ingår i släktet Pselaphochernes och familjen blindklokrypare. Inga underarter finns listade i Catalogue of Life.